# Daedalus (månekrater)
Daedalus eller Daidalos er et fremtrædende nedslagskrater på Månen. Det befinder sig nær centrum af Månens bagside og er opkaldt efter det latinske navn for Daidalos, fra den græske mytologi.
Navnet blev officielt tildelt af den Internationale Astronomiske Union (IAU) i 1970. 
Krateret er afbilledet i berømte fotografier, taget af astronauterne på Apollo 11. I samtidige kilder kaldes krateret for "krater 308", som var IAUs betegnelse for det, før nomenklaturen for Månens bagside var fastlagt.
På grund af dets beliggenhed, som afskærmer det fra radiobølger fra Jorden, er krateret foreslået anvendt til et fremtidigt, gigantisk radioteleskop, som ville blive tilpasset selve krateret, nogenlunde som Arecibo Observatoriet i Puerto Rico, men på langt større skala.

## Omgivelser
Daedaluskrateret ligger vest for Icaruskrateret og nord for Racahkrateret. Mindre end en kraterdiameter mod nord-nordøst ligger Lipskiykrateret.

## Karakteristika
Kratervæggen falder i terrasser, og der er en samling centrale toppe i kraterbunden, som ellers er relativt flad.

## Satellitkratere
De kratere, som kaldes satellitter, er små kratere beliggende i eller nær hovedkrateret. Deres dannelse er sædvanligvis sket uafhængigt af dette, men de får samme navn som hovedkrateret med tilføjelse af et stort bogstav. På kort over Månen er det en konvention at identificere dem ved at placere dette bogstav på den side af satellitkraterets midte, som ligger nærmest hovedkrateret. Daedaluskrateret har følgende satellitkratere:
| Daedalus | Længde | Bredde   | Diameter |
| -------- | ------ | -------- | -------- |
| B        | 4,1° S | 179,8° V | 23 km    |
| C        | 4,1° S | 178,9° V | 68 km    |
| G        | 6,6° S | 177,4° V | 33 km    |
| K        | 8,3° S | 178,5° V |          |
| M        | 8,1° S | 179,5° Ø | 13 km    |
| R        | 7,7° S | 175,2° Ø | 41 km    |
| S        | 6,8° S | 172,9° Ø | 20 km    |
| U        | 4,2° S | 174,9° Ø | 30 km    |
| W        | 3,5° S | 177,5° Ø | 70 km    |

## Måneatlas
- Billeder af Daedaluskrateret i LPI-måneatlasset